# Camillo Filippi
Camillo Filippi  (Ferrare, 1500 – 1574) est un peintre italien de la Renaissance tardive qui fut actit surtout à Ferrare et dans ses environs.

## Biographie
Camillo Filippi est un peintre maniériste, fils de Sebastiano et père de Sebastiano Filippi, connu comme le Bastianino, et de Cesare. Il est un des peintres les plus renommés de l'école de Ferrare du XVIe siècle.
Camillo Filippi qui fut élève de Giovanni Battista Luteri et de Girolamo da Carpi a été influencé par la peinture de Benvenuto Tisi dit Garofalo.

## Œuvres
- Vierge à l'Enfant avec saint Jean Baptiste, Dieu le père et un chœur d'anges,
- Nativité,
- La Vierge et l'Enfant avec saint Jean Baptiste, Dieu le père et les anges,

## Sources
- (it) Cet article est partiellement ou en totalité issu de l’article de Wikipédia en italien intitulé « Camillo Filippi » (voir la liste des auteurs).